# Neue Bachgesellschaft
Die Neue Bachgesellschaft (NBG) ist ein am 27. Januar 1900 in Leipzig gegründeter eingetragener Verein mit internationaler Mitgliedschaft zur Pflege, Verbreitung und der wissenschaftlichen Erschließung der Musik Johann Sebastian Bachs. Der Verein verwirklicht seine Zwecke insbesondere durch jährliche Bachfeste, die Herausgabe des Bach-Jahrbuchs, durch sein Museum Bachhaus Eisenach, durch seine Bachakademien in Osteuropa sowie durch die von ihm errichtete Johann-Sebastian-Bach-Stiftung.

## Organisation
Die NBG ist heute eine internationale Vereinigung mit 3145 Mitgliedern (Stand 2009). Erster Vorsitzender ist der Kirchenmusiker Christfried Brödel (Dresden), zweiter Vorsitzender ist der ehemalige Kreuzkantor Roderich Kreile (Dresden). Vereinssitz ist das Haus der Kirche in der Burgstr. 1–5 (Am Thomaskirchhof), Leipzig. Die Mitgliederversammlungen finden auf den jährlichen Bachfesten der Gesellschaft statt.

## Geschichte

### Vorgeschichte und Gründung
Die NBG ist die ideelle Nachfolgerin der Bach-Gesellschaft, die 1850 u. a. von Robert Schumann, Franz Liszt, Otto Jahn, Ignaz Moscheles, Carl von Winterfeld, Louis Spohr, Siegfried Wilhelm Dehn, Carl Ferdinand Becker und Moritz Hauptmann gegründet worden war. Ihr Ziel war die Veröffentlichung sämtlicher Werke von Johann Sebastian Bach. Im Jahr 1899 wurde der letzte Band dieser Bach-Gesamtausgabe vorgelegt. Herausgeber Hermann Kretzschmar betonte im Abschlussbericht in diesem letzten Band, dass es nicht genüge, die Werke alter Meister in kritischen Neuausgaben vorzulegen, ihre Musik müsse auch praktisch verbreitet werden. Er forderte die Gründung einer neuen Gesellschaft mit diesem Zweck.
Die Bach-Gesellschaft löste sich satzungsgemäß in ihrer Sitzung am 27. Januar 1900 auf. In der gleichen Versammlung konstituierte sich anschließend die Neue Bachgesellschaft aus den anwesenden Mitgliedern der Bach-Gesellschaft. Zu ihnen zählten neben Hermann Kretzschmar (als Vorsitzendem) der Inhaber des Verlags Breitkopf & Härtel Oskar von Hase, weiter Martin Blumner, Siegfried Ochs, Joseph Joachim, Franz Wüllner und Thomaskantor Gustav Schreck.
„Zweck der neuen Bachgesellschaft ist es, [Bachs] Werken die weiteste Verbreitung zu verschaffen und er soll erreicht werden durch Veranstaltung von regelmäßig wiederkehrenden Bachfesten, durch Publicationen allgemein verständlichen Inhalts über Bach’s Werke und durch Begründung von Zweigvereinen.“
Innerhalb eines Jahres betrug die Mitgliederzahl bereits 500.

### Entwicklung
Der von radikalen Mitgliedern auf dem 21. Bachfest in Bremen 1934 geforderten Eingliederung in eine NS-Kulturorganisation entging die Neue Bachgesellschaft durch eine taktische Satzungsänderung, welche die Mitwirkungsbefugnisse ihrer Mitglieder beschnitt.
In der Zeit der deutschen Teilung bestand die Neue Bachgesellschaft ungeteilt fort, ab dem 25. Juni 1962 mit paritätischer Ost-West-Besetzung der Leitungspositionen. Mitgliederversammlungen fanden auf Bachfesten statt, die jährlich abwechselnd in der Bundesrepublik und der DDR abgehalten wurden. Dass sich im gespaltenen Deutschland die NBG nicht spalten ließ, war unter anderem dem Einsatz von Hans Pischner zu verdanken.
In der Zeit der Unsicherheit über den Fortbestand der NBG gründete sich im Jahr 1946 unter der Ehrenpräsidentschaft des NBG-Mitglieds Albert Schweitzer die Internationale Bachgesellschaft mit Sitz in Schaffhausen.
Die amerikanische Sektion der NBG spaltete sich im Hinblick auf die politischen Schwierigkeiten in Deutschland im Jahr 1972 von der NBG ab und begründete die American Bach Society.
Die Neue Bachgesellschaft ist wie die Goethe-Gesellschaft einer der wenigen kaiserzeitlichen Bürgervereine, die ohne Unterbrechung bis heute fortbestehen.

### Personen
NBG-Vorsitzende seit 1900:
- 1900–1902: Hermann Kretzschmar (Leipzig)
- 1902–1912: Georg Rietschel (Leipzig)
- 1912–1924: Hermann Kretzschmar (Berlin)
- 1924–1930: Julius Smend (Münster)
- 1930–1936: Walter Simons (Berlin)
- 1936–1945: Erwin Bumke (Leipzig)
- 1945–1949: Wolfgang Reimann (Berlin)
- 1949–1974: Christhard Mahrenholz (Hannover)
- 1975–1990: Hans Pischner (Berlin)
- 1990–1996: Helmuth Rilling (Stuttgart)
- 1996–2015: Martin Petzoldt (Leipzig)
- seit 2015: Christfried Brödel (Dresden)

Den Leitungsgremien der NBG gehörten in ihrer Geschichte unter anderem die folgenden Personen an (alphabetisch, mit Dauer ihrer Tätigkeit für die NBG):
- Eugen d’Albert,  1900–1907
- Walter Blankenburg, 1951–1986
- Martin Blumner, 1900–1902
- Christfried Brödel, 1990–2015
- Ferruccio Busoni, 1900–1924
- Georg von Dadelsen,  1962–1997
- Alfred Dürr,  1951–1996
- Martin Flämig, 1974–1990
- Wilhelm Furtwängler, 1927–1949
- Wilibald Gurlitt, 1951–1963
- Diethard Hellmann, 1976–1999
- Hans Hirsch, 1986–2020
- Joseph Joachim, 1900–1907
- Hermann Kretzschmar, 1900–1924
- Gustav Mahler, 1900–1911
- Christhard Mahrenholz, 1933–1980
- Henri Marteau, 1910–1921
- Erhard Mauersberger, 1959–1982
- Rudolf Mauersberger, 1937–1970
- Werner Neumann, 1961–1981
- Siegfried Ochs, 1900–1929
- Günther Ramin, 1927–1956
- Max Reger, 1907–1910
- Wolfgang Rehm, 1962–1974
- Hans-Joachim Rotzsch, 1972–1991
- Arnold Schering, 1907–1941
- Gustav Schreck, 1900–1918
- Albert Schweitzer, 1927–1951
- Georg Schumann, 1900–1952
- Max Seiffert, 1930–1948
- Julius Smend, 1902–1930
- Oskar Söhngen, 1951–1982
- Friedrich Spitta, 1900–1907
- Fritz Steinbach, 1900–1916
- Julius Stockhausen, 1900–1906
- Karl Straube, 1907–1950
- Kurt Thomas, 1934–1961
- Helmut Walcha, 1955–1962
- Felix Weingartner, 1900–1921
- Christoph Wolff, 1981–2012
- Franz Wüllner, 1900–1902

## Aktivitäten

### Bachfeste
Am bekanntesten ist die NBG durch ihre regelmäßigen Bachfeste an wechselnden Orten in Deutschland, gelegentlich auch im europäischen Ausland. Während in den Anfangsjahren jeweils ein Komitee die Organisation und die Finanzierung übernahm, beschränkt sich heute die  Rolle der NBG auf die ideelle Patenschaft für lokal getragene und organisierte Veranstaltungen

### Bach-Jahrbuch
Die Herausgabe des Bach-Jahrbuchs ist neben den Bachfesten ein weiteres in ihrer Satzung festgeschriebenes Projekt der NBG. Seit seinem erstmaligen Erscheinen im Jahr 1904 entwickelte es sich unter der Herausgeberschaft von Bach-Forschern wie Arnold Schering, Alfred Dürr, Hans-Joachim Schulze, Christoph Wolff und Peter Wollny zu einem der angesehensten Periodika der internationalen Bach-Forschung.

### Bachhaus Eisenach
Das Bachhaus Eisenach und seine Sammlungen gehören seit 1907 zu den in ihrer Satzung festgeschriebenen Projekten der NBG. Nachdem 1902 die alte Thomasschule in Leipzig abgerissen worden war und in Eisenach der Verkauf und der Abriss des Hauses Frauenplan 21 drohte, welches damals für das Geburtshaus Johann Sebastian Bachs gehalten wurde, richtete Siegfried Ochs auf dem 2. Bachfest der NBG in Leipzig 1904 den Appell an die Mitglieder, sich für einen Ankauf des Hauses einzusetzen und hierin ein Bach-Museum einzurichten. Nach dem Eingang des Erlöses aus Benefizkonzerten etwa von Joseph Joachim und Georg Schumann sowie von Spenden etwa von Kaiser Wilhelm II., den Leipziger Musikverlagen Breitkopf & Härtel und C. F. Peters und zahlreichen Privatpersonen, konnte am 15. Mai 1905 der Kaufvertrag unterschrieben werden. Am 27. Mai 1907 wurde das Bachhaus Eisenach als erstes Museum für Johann Sebastian Bach eröffnet.
Zunächst wurde das Bachhaus unmittelbar von der NBG betrieben und fungierte als deren zweite Geschäftsstelle neben dem Leipziger Vereinssitz. Auf politischen Druck wurde der Betrieb des Bachhauses ab 1972 bis zum Ende der DDR durch den Rat des Wartburgstadt übernommen (unter Wahrung des Eigentums der NBG). Seit dem 5. Juli 2001 erfolgt der Betrieb des Bachhauses durch die Bachhaus Eisenach gemeinnützige GmbH, deren Alleingesellschafterin die NBG ist.
Das Bachhaus Eisenach wurde mehrfach baulich erweitert, zuletzt im Jahr 2007. Heute ist es mit ca. 60.000 Besuchern jährlich nach dem Beethovenhaus in Bonn das besucherstärkste Musikermuseum in Deutschland und zeigt auf 600 m² etwa 250 Originalobjekte zum Leben und Werk Johann Sebastian Bachs.

### Bachakademie der NBG in Osteuropa
Die NBG veranstaltet in unregelmäßigen Abständen die Bachakademie der NBG in Osteuropa. Auf dieser sollen junge osteuropäische Musiker mit Werken Bachs und entsprechender Aufführungspraxis vertraut gemacht werden. Sie fand mit fachlicher Unterstützung ihrer Mitglieder und finanzieller Unterstützung u. a. des Goethe-Instituts und der Ständigen Konferenz Mitteldeutsche Barockmusik (MBM) von 1990 bis 1998 sieben Mal in Cluj-Napoca (Rumänien) und von 2004 bis 2009 drei Mal in Donezk (Ukraine) statt. Als Folge der Bach-Akademien in Rumänien gründete sich am 5. April 1998 unter Schirmherrschaft der NBG die rumänische Bachgesellschaft Societatea Bach mit Sitz in Bukarest. Die Bachakademien in Donezk werden veranstaltet in Kooperation mit der Bachgesellschaft der Ukraine mit Sitz in Donezk, welche Mitglied der NBG  ist.

## Johann-Sebastian-Bach-Stiftung
Am 20. Mai 2011 errichtete die Neue Bachgesellschaft in Leipzig die Johann-Sebastian-Bach-Stiftung und stattete sie mit einem Grundstock von 60.000 Euro aus. Erster Stiftungsvorsitzender war der damalige NBG-Vorsitzende Martin Petzoldt, Mitglieder im Stiftungskuratorium sind unter anderem Ludwig Güttler und der langjährige Intendant der Internationalen Bachakademie Stuttgart Andreas Keller.
Ziele der Stiftung sind die Unterstützung der NBG bei ihren Projekten, zum Beispiel die Unterstützung des Bachhauses Eisenach, sowie die Förderung junger Musiker. Aus dem frei verfügbaren Stiftungskapital stellte die Johann-Sebastian-Bach-Stiftung im Juli 2012 für den Ersten Preis des Internationalen Johann-Sebastian-Bach-Wettbewerbs im Fach Orgel ein Preisgeld von 10.000 Euro zur Verfügung.